# Scuba Schools International
Scuba Schools International (SSI) es una organización con fines de lucro que enseña las habilidades necesarias para el buceo y la apnea, y apoya a empresas y resorts de buceo. SSI cuenta con más de 2.500 distribuidores autorizados, 35 centros regionales y oficinas en todo el mundo.[cita requerida]

## Historia
SSI fue fundada por Robert Clark en 1970. La sede de SSI se encuentra en Fort Collins, Colorado, y es propiedad de Concept Systems International, Inc. En 2008, fue adquirida por Doug McNeese, dueño de la National Association of Scuba Diving Schools (EE. UU.) hasta su fusión con SSI en 1999, y Robert Stoss, gerente de Scubapro y Seemann Sub. El 1 de enero de 2014, SSI fue adquirida por HEAD, que también incluye la marca de equipos de buceo Mares, HEAD NV, por 4,9 millones de euros.

## Capacitación
SSI ofrece programas de capacitación para buceadores recreativos reconocidos internacionalmente, comenzando con cursos de snorkel y buceo básico hasta certificaciones de instructores. Los programas más comunes son el Buzo de Aguas Abiertas de SSI (OWD, por sus siglas en inglés) y el Buzo Avanzado de Aguas Abiertas (AOWD). Hay más de 30 cursos especializados diferentes. Los programas de capacitación para líderes de buceo comienzan con el Especialista en Control de Buceo (que está calificado como Asistente de Instructor), seguido del Instructor de Aguas Abiertas y superiores.[cita requerida] El programa de capacitación de SSI para niños de 8 a 12 años se llama Scuba Rangers. El programa de capacitación para buceadores técnicos se llama TechXR (Technical Extended Range) e incluye buceo de descompresión, trimix y otros cursos que superan el límite para los buceadores recreativos.[cita requerida]
Las certificaciones de buceo SSI son reconocidas en todo el mundo (como RSTC - Consejo de Entrenamiento Recreativo de Buceo Mundial, EUF - Federación Europea de Buceo y otros).[cita requerida]
La principal diferencia con otras organizaciones de capacitación de buceo es que los instructores de SSI solo pueden enseñar en Centros de Buceo SSI o clubes de buceo acreditados por SSI que adoptan un concepto similar al de franquicias.
SSI es miembro de los siguientes consejos del Consejo de Entrenamiento Recreativo de Buceo Mundial: el RSTC de los Estados Unidos, el RSTC Europeo y el Consejo C-Card (Japón). También es miembro de la European Underwater Federation. SSI obtuvo la certificación CEN del organismo de certificación EUF en 2005. Recibió la certificación ISO el 1 de junio de 2010.

## Programas, certificación y progreso

Sistema educativo de SSI

Los Estándares de Formación de SSI describen los programas ofrecidos, sus requisitos previos y la progresión de certificación.

### Programas no certificativos
- Prueba de Buceo

### Certificación de buceo de nivel inicial
Además de la cualificación estándar de la industria Open Water Diver (incluyendo Junior Open Water Diver para menores de 15 años), SSI ofrece lo siguiente (que se pueden actualizar a la certificación Open Water con un entrenamiento adicional).
- Buceador Básico (ISO 11121)
- Buceador de Referencia
- Buceador en Piscina
- Buceador Scuba (ISO 24801-1) (incluyendo Junior Scuba Diver para menores de 15 años)

El Open Water Diver cumple con el nivel de buceador autónomo, ISO 24801-2. El nivel de buceador autónomo se describe de diversas maneras como la mejor, y más popular, calificación de buceo introductoria.

### Progreso más allá de Open Water
Después de la certificación Open Water, el progreso depende principalmente de completar programas de especialidades de buceo y registrar cierto número de inmersiones.
- Adventure Diver: un programa de cinco inmersiones de aventura y una introducción a la teoría de 12 especialidades. Se considera equivalente al certificado Advanced Open Water de PADI.
- Buceador de especialidad: se otorga automáticamente al completar 12 inmersiones registradas y dos programas de especialidad.[14]
- Buceador avanzado de aguas abiertas: se otorga automáticamente después de completar 24 inmersiones registradas y cuatro programas de especialidad.[14]
- Estrés y rescate de buceadores: entrenamiento especial para reconocer y manejar el estrés, prevenir accidentes y actuar correctamente en una emergencia.[15] Se considera equivalente al programa Rescue Diver de PADI.
- Buceador Maestro: el rango recreativo más alto, se otorga automáticamente después de completar cuatro especialidades, Estrés y Rescate de Buceadores y 50 inmersiones registradas.[14]

### Programas especializados de buceo
A continuación se presentan algunos de los cursos especializados que se pueden completar como parte de las certificaciones anteriores.
- Buceador de altitud: planificación, procedimientos y equipo para bucear a altitudes por encima de 300 metros (1000 pies), con referencia a los procedimientos modificados de descompresión requeridos.[16]
- Buceo en barco: técnicas de buceo en barco, elección de una agencia de viajes y operador de buceo y qué equipo llevar al viajar.
- Buceo profundo: planificación y realización de inmersiones recreativas por debajo de 18 metros (59,1 pies).
- Fotografía submarina: introducción a la fotografía submarina, uso de un sistema de cámara digital, composición y edición de fotos submarinas.
- Estrés y rescate del buceador: cómo evitar, reconocer y solucionar problemas en la superficie y bajo el agua.
- Buceo con traje seco: ventajas del buceo con traje seco, tipos de trajes, válvulas, ropa interior y accesorios, técnicas de buceo con traje seco y mantenimiento del traje.
- EAN Nitrox: planificación de inmersiones con Nitrox y uso seguro del Nitrox, incluyendo el análisis de la mezcla antes de su uso.
- Técnicas de equipo: elección de equipo de buceo adecuado y cómo ajustarlo, mantenerlo y hacer reparaciones menores en el equipo.
- Navegación: uso de una brújula y de señales ambientales, cómo estimar distancias, patrones de búsqueda de navegación, encontrar puntos de referencia y volver al punto de salida.
- Buceo nocturno y de poca visibilidad: comparación del buceo nocturno y de poca visibilidad, preparación para la inmersión y el equipo y procedimientos apropiados.
- Flotabilidad perfecta: comprensión de los principios del control de flotabilidad y su aplicación en el agua para reducir el impacto del buceador en el medio ambiente.
- Buceo recreativo con sidemount: antecedentes, historia, beneficios y equipo de buceo con sidemount y cómo configurar el equipo y manejarlo en el agua.
- Buceo en ríos: peculiaridades del buceo en ríos, identificación y evaluación de peligros y cómo manejar el equipo de buceo en ríos.
- Ciencia del buceo - física, fisiología, teoría de la descompresión, vida marina y equipo de buceo.
- Búsqueda y recuperación - varios patrones de búsqueda utilizando cuerdas y brújulas, planificación de operaciones de búsqueda y recuperación en equipo y el manejo correcto de bolsas de levantamiento.
- Shark ecology - biología, ecología e identificación de tiburones y procedimientos para bucear con tiburones.[17]
- Olas, mareas y corrientes - conceptos básicos de olas, mareas y corrientes, y equipo y procedimientos adecuados para bucear en ellos desde la costa y desde embarcaciones.[17]
- Buceo en pecios - cómo obtener información sobre los pecios, localizarlos, prepararse para un buceo en pecios, utilizar técnicas de buceo en pecios apropiadas, e identificar y evitar peligros mientras se bucea en ellos.[17]

### Programas de buceo libre
- Prueba de Buceo Libre
- Buceo Libre Básico
- Nivel 1 de Buceo Libre y Piscina
- Nivel 2 de Buceo Libre
- Nivel 3 de Buceo Libre
- Programas Especiales de Buceo Libre, como: 
  - Buceo libre sin aletas
  - Buceo libre con monoaleta
  - Inmersión libre
  - Tablas de entrenamiento.[18]

### Certificaciones de buceo profesional
Los estándares de entrenamiento de SSI describen las calificaciones y progresión profesional.
- Guía de Buceo (líder de buceo, ISO 24801-3): se requiere la certificación en las especialidades de Navegación, Buceo Profundo, Visibilidad Limitada y Nocturna, además de Estrés y Rescate de Buzos, y 40 inmersiones registradas, que sumen al menos 25 horas. Para calificar, se requiere entrenamiento, exámenes, y registrar al menos 50 inmersiones en aguas abiertas, que sumen un total de 32 horas. *Divemaster: se otorga a los Guías de Buceo certificados que completan la especialidad Ciencia del Buceo y registran 60 inmersiones en aguas abiertas, que sumen al menos 40 horas.
- Instructor de Snorkel (ISO 13970)
- Instructor Asistente (Instructor de Nivel 1, ISO 24802-1): requisito previo: Divemaster.
- Instructor de Aguas Abiertas (Instructor de Nivel 2, ISO 24802-2): requisito previo: Divemaster. El instructor calificado puede enseñar cursos hasta el nivel de Guía de Buceo.

- Instructor Avanzado de Aguas Abiertas (AOWI = OWI + 4 certificaciones de Instructor de Especialidad {incluyendo Estrés y Rescate de Buzos} + expedición de 15 certificaciones en un nivel superior al de Open Water Diver).
- Instructor de Divemaster (DMI = AOWI + Instructor de Ciencia del Buceo + expedición de 30 certificaciones en diferentes programas).
- Entrenador de Instructores Asistentes (AIT)
- Instructor Maestro (MI = AIT + 250 inmersiones + expedición de 150 certificaciones en diferentes niveles).
- Entrenador de Instructores
- Certificador de Instructores

### Certificaciones avanzadas de buceo

#### Certificaciones de rango extendido
- XR Nitrox Diver
- XR Advanced Wreck Diver
- XR Cavern Diver
- XR Sidemount Diving
- XR Gas Blender

#### Certificaciones técnicas de rango extendido
- XR Extended Range Foundations
- XR Extended Range / XR Extended Range Limited Trimix
- XR Technical Extended Range Diver / XT Technical Extended Range Trimix Diver
- XR Hypoxic Trimix Diver
- XR Technical Wreck Diver
- XR Cave Diver
- XR Full Cave Diver

#### Certificaciones profesionales
- XR Nitrox Instructor
- XR Extended Range Instructor
- XR Cavern Diving Instructor
- XR Advanced Wreck Diving Instructor
- XR Technical Extended Range Instructor
- XR Hypoxic Trimix Diving Instructor
- XR Technical Wreck Diving Instructor
- XR Cave Diving Instructor
- XR Full Cave Diving Instructor
- XR Gas Blender Instructor
- XR Nitrox Instructor Trainer
- XR Extended Range Instructor Trainer
- XR Technical Extended Range Instructor Trainer
- XR Hypoxic Trimix Instructor Trainer
- XR International Training Director